# Saint-Firmin (Nièvre)
Saint-Firmin ist eine französische Gemeinde mit 152 Einwohnern (Stand: 1. Januar 2022) im Département Nièvre in der Region Bourgogne-Franche-Comté. Die Gemeinde gehört zum Arrondissement Nevers und zum Kanton Guérigny. 

## Geografie
Saint-Firmin liegt etwa 18 Kilometer ostnordöstlich von Nevers in Zentralfrankreich. Umgeben wird Saint-Firmin von den Nachbargemeinden Saint-Sulpice im Norden und Westen, Bona im Norden und Osten, Billy-Chevannes im Südosten, Saint-Benin-d’Azy im Süden sowie Saint-Jean-aux-Amognes im Südwesten.

## Bevölkerungsentwicklung
| Jahr                       | 1962 | 1968 | 1975 | 1982 | 1990 | 1999 | 2006 | 2013 |
| Einwohner                  | 163  | 158  | 124  | 117  | 116  | 134  | 149  | 170  |
| Quellen: Cassini und INSEE |      |      |      |      |      |      |      |      |

## Sehenswürdigkeiten
- Kirche Saint-Firmin